# Alexander van Aphrodisias

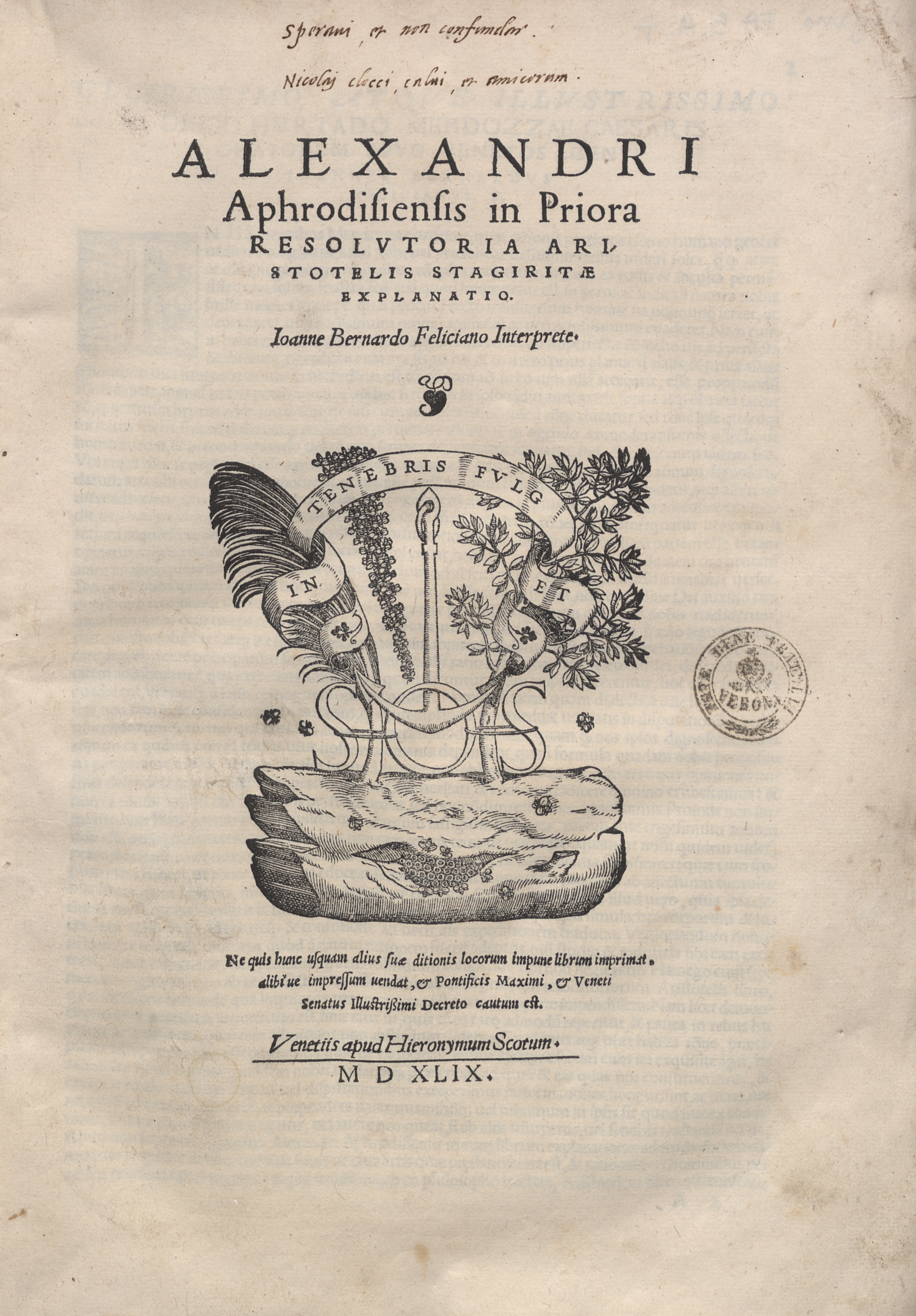
Commentaria in Analytica priora Aristotelis, 1549

Alexander van Aphrodisias (ook Titus Aurelius Alexander) was een oud-Grieks Peripatetisch filosoof, afkomstig uit de Griekse stad Aphrodisias, die leefde aan het einde van de 2e eeuw en het begin van de 3e eeuw na Chr. Hij is vooral bekend als de meest geroemde commentator van de werken van Aristoteles, wat hem onder meer de bijnamen "De tweede Aristoteles" en "De exegeet" opleverde.

## Biografie
Alexander groeide op in zijn geboortestad Aphrodisias in Carië. Hij was de zoon van Titus Aurelius Alexander die filosoof was in zijn thuisstad. Dit weten we van een opschrift op de basis van een standbeeld dat Alexander liet optrekken voor zijn vader in Aphrodisias. Hij verhuisde naar Athene aan het einde van de 2e eeuw. Daar ging hij in de leer bij de twee Stoïcijnse - of mogelijk Peripatetische filosofen Sosigenes de Peripateticus en Herminus. Misschien was hij ook een tijdlang de leerling van Aristoteles van Mytilene, al wordt dit door sommigen weerlegd. In Athene werd Alexander hoofd van het Lyceum en doceerde hij in de Peripatetische filosofie. Alexanders uitgaven van De Fato, opgedragen aan Septimius Severus en Caracalla uit dank aan hen voor zijn positie in Athene, geven aan dat de publicatie plaatsvond tussen 198 en 209.

## Werk

### Commentaren
Alexander schreef diverse commentaren bij de werken van Aristoteles, waarin hij probeerde te ontsnappen aan syncretistische tendensen en terug te keren naar de oorspronkelijke pure doctrines van Aristoteles zelf. Er zijn commentaren van Alexanders hand overgeleverd van de Analytica Priora (enkel boek I), Topica, Meteorologica, De Sensu et Sensibilibus en Metafysica (boek 1 t.e.m. 5, tezamen met een synopsis van zijn commentaren van de overige boeken).
In april 2007 raakte bekend dat door middel van beeldanalyse een vroege commentaar op Aristoteles' De Categoriae ontdekt was in de Archimedespalimpsest. Volgens prof. Robert Sharples van de University College London kan deze commentaartekst toegeschreven worden aan Alexander van Aphrodisias als meest waarschijnlijke auteur.

### Eigen traktaten
Naast commentaarteksten zijn er ook enkele originele werken van Alexander overgeleverd. Het belangrijkste onder deze werken is een traktaat getiteld "Over geloof" (De Fato), waarin hij ingaat tegen de Stoïcijnse stelling van noodzakelijkheid. Een ander werk draagt de titel Over de ziel (De Anima), waarin hij argumenteert dat de onontwikkelde rede in de mens van materiële aard is (nous hulikos) en onscheidbaar is van het lichaam. Hij gaat ook in strenge bewoordingen in tegen de leerstelling van de onsterfelijkheid van de ziel. Hij identificeert het actieve intellect (nous poietikos), waarlangs het potentiële intellect in de mens wordt geactualiseerd, met God.

## Invloed
- De commentaren die Alexander schreef bij de teksten van Aristoteles genoten een hoog aanzien bij de Arabieren, die vele van deze commentaren vertaalden. Opvolgers van Alexander zorgden ook voor vertalingen in het Latijn en het Syrisch.
- In 1210 werd in Parijs door de Kerk een condemnatie uitgeschreven, waarin mogelijk de teksten van Alexander en anderen werden verbannen[7].
- Ten tijde van de vroege renaissance werd Alexanders doctrine met betrekking tot de onsterfelijkheid van de ziel overgenomen door de theoloog Pietro Pomponazzi en diens opvolger Cesare Cremonini. Om deze reden staat hun school ook wel bekend als de school van de alexandristen.
- De band van Alexander, een optisch fenomeen, is vernoemd naar Alexander van Aphrodisias.

## Voetnoten
1. ↑  Statue bases. Aphrodisias excavations (2019). Gearchiveerd op 28 november 2020. Geraadpleegd op 20 november 2020.
2. ↑  J.P. Lynch, Aristotle's School, Berkeley, 1972, p. 215.
3. ↑  zie: Alexander van Aphrodisias Comm. in Arist. Meteor., p. 143.13 Hayduck (ὁ διδάσκαλος ἡμῶν Σωσιγένης), Themistius, Paraphr. in Arist. de Anima, p. 61.23 Heinze, Ps.-Ammonius, Comm. in Arist. Anal. Pr. p. 39.24 Wallies, en Philoponus, Comm. in Arist. Anal. Pr., p. 126.20-23 Wallies.
4. ↑  Simplicius, Comm. in Arist. de Caelo, p. 430.32 Heiberg, Alexander van Aphrodisias citerend: Ἑρμίνου δέ...ἤκουσα, καθὰ ἦν καὶ ἐν τοῖς Ἀσπασίου φερόμενον, "I heard from Herminus, as was said among Aspasius' students..."
5. ↑  Pierre Thillet argumenteert in zijn Budé-uitgave van De fato (1984) tegen de identificatie van Aristotels van Mytilene als de mentor van Alexander, zoals die wordt geopperd door Moraux in diens Der Aristotelismus im I. und II. Jahrhundert n. Chr.. Thillet stelt dat de verwijzing waarop deze bewering gebaseerd is (Ἤκουσα...παρὰ Ἀριστοτέλους) , eveneens kan verwijzen naar Aristoteles van Stageira. Zie o.a.: R.W. Sharples, Classical Review, n.s., 36 (1986), p. 33. ; Cyrillus van Alexandrië, Tegen Julianus 2.38, vermeldt de naam Aristocles van Messene, maar de geredigeerde tekst van Burguière en Évieux, Sources Chrétiennes 322, 1985, vermeldt Ἀλέξανδρος ὁ Ἀριστοτέλους μαθητὴς.
6. ↑  Rebecca Morelle, Text reveals more ancient secrets, BBC News, 26 april 2007. Gearchiveerd op 11 april 2021.
7. ↑  G. Théry, Autour du décret de 1210: II, Alexandre d'Aphrodise. Aperçu sur l'influence de sa noétique, Kain, Belgium, 1926, pp. 7 ff.

- Bibsys: 90279154
- Biblioteca Nacional de España: XX1152720
- Bibliothèque nationale de France: cb13091705b (data)
- Catàleg d'autoritats de noms i títols de Catalunya: 981058507503506706
- CiNii: DA00931275
- Gemeinsame Normdatei: 118501887
- International Standard Name Identifier: 0000 0004 4923 1010
- Library of Congress Control Number: n80024530
- Nationale Bibliotheek van Tsjechië: jn19990000104
- Nationale bibliotheek van Australië: 36540143
- Nationale Bibliotheek van Israël: 987007257512705171
- Nationale Bibliotheek van Polen: a0000001736447
- Nationale en Universitaire bibliotheek Zagreb: 000329624
- Nederlandse Thesaurus van Auteursnamen: 069371652
- Réseau des bibliothèques de Suisse occidentale: 02-A000005592
- Istituto Centrale per il Catalogo Unico: CFIV036466
- LIBRIS: 175961
- Système universitaire de documentation: 070155976
- Trove: 1280921
- Virtual International Authority File: 95239377